# Pavare apeirogonală de ordinul 6
În geometrie pavarea apeirogonală de ordinul 6 este o pavare regulată a planului hiperbolic. Este reprezentată de simbolul Schläfli {∞,6}, având șase apeirogoane în jurul fiecărui vârf. Fiecare apeirogon este înscris într-un oriciclu.

### Simetrie

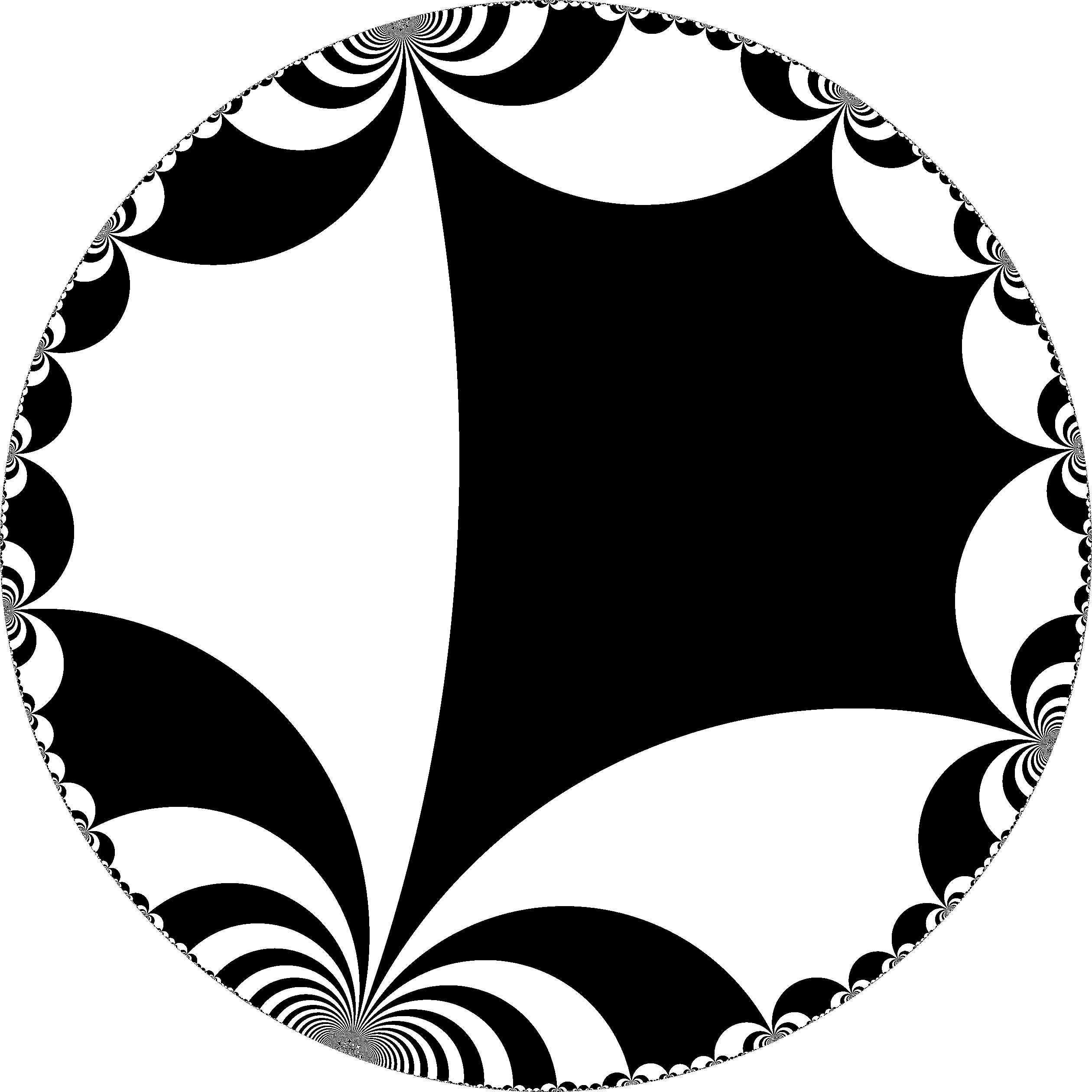

Pavarea din imaginea din stânga reprezintă liniile de oglindire ale simetriei *6∞. Duala acestei pavări reprezintă domeniile fundamentale ale simetriei [∞,5*] cu notația orbifold *∞∞∞∞∞∞, un domeniu hexagonal cu șase vârfuri ideale.
Pavarea apeirogonală de ordinul 6 poate fi colorată uniform cu 6 apeirogoane colorate în jurul fiecărui vârf și diagrama Coxeter: 

## Poliedre și pavări înrudite
Această pavare este legată topologic ca parte a secvenței de poliedre regulate și pavări cu șase fețe pe vârf, pornind de la pavarea triunghiulară, cu simbolul Schläfli {n,6} și diagrama Coxeter , cu n mergând până la infinit.
| Pavări regulate cu simetria {n,6} | Pavări regulate cu simetria {n,6} | Pavări regulate cu simetria {n,6} | Pavări regulate cu simetria {n,6} | Pavări regulate cu simetria {n,6} | Pavări regulate cu simetria {n,6} | Pavări regulate cu simetria {n,6} | Pavări regulate cu simetria {n,6} | Pavări regulate cu simetria {n,6} |
| Sferică                           | Euclidiană                        | Hiperbolice                       | Hiperbolice                       | Hiperbolice                       | Hiperbolice                       | Hiperbolice                       | Hiperbolice                       | Hiperbolice                       |
| --------------------------------- | --------------------------------- | --------------------------------- | --------------------------------- | --------------------------------- | --------------------------------- | --------------------------------- | --------------------------------- | --------------------------------- |
| · {2,6} ·                         | · {3,6} ·                         | · {4,6} ·                         | · {5,6} ·                         | · {6,6} ·                         | · {7,6} ·                         | · {8,6} ·                         | ...                               | · {∞,6} ·                         |